# Moultrie County
Moultrie County är ett county i delstaten Illinois, USA. År 2010 hade countyt 14 846 invånare. Den administrativa huvudorten (county seat) är Sullivan. 

## Geografi
Enligt United States Census Bureau har countyt en total area på 892 km². 869 km² av den arean är land och 23 km² är vatten.

### Angränsande countyn
- Piatt County - nord
- Douglas County - öst
- Coles County - öst
- Shelby County - syd
- Macon County - nordväst